# Driophlox
Driophlox – rodzaj ptaków z rodziny kardynałów (Cardinalidae).

## Rozmieszczenie geograficzne
Rodzaj obejmuje gatunki występujące w Ameryce Środkowej i północnej części Ameryki Południowej.

## Morfologia
Długość ciała 18–20 cm, masa ciała 32,1–48,9 g.

## Systematyka
Rodzaj zdefiniował w 2024 roku zespół amerykańskich ornitologów (Benjamin F. Scott, R. Terry Chesser, Philip Unitt i Kevin J. Burns) w artykule poświęconym opisowi nowego rodzaju z rodziny kardynałów, opublikowanym w czasopiśmie Zootaxa. Gatunkiem typowym jest (oryginalne oznaczenie) piranga szara (D. gutturalis).

### Etymologia
Driophlox: gr. δριος drios ‘gąszcz, zarośla’; φλοξ phlox, φλογος phlogos ‘płomień’.

### Podział systematyczny
Do rodzaju należą następujące gatunki:
- Driophlox gutturalis (P.L. Sclater, 1854) – piranga szara
- Driophlox cristata (Lawrence, 1875) – piranga czubata
- Driophlox fuscicauda (Cabanis, 1861) – piranga czerwonogardła
- Driophlox atrimaxillaris (Dwight & Griscom, 1924) – piranga czarnolica